# Rike Schmid

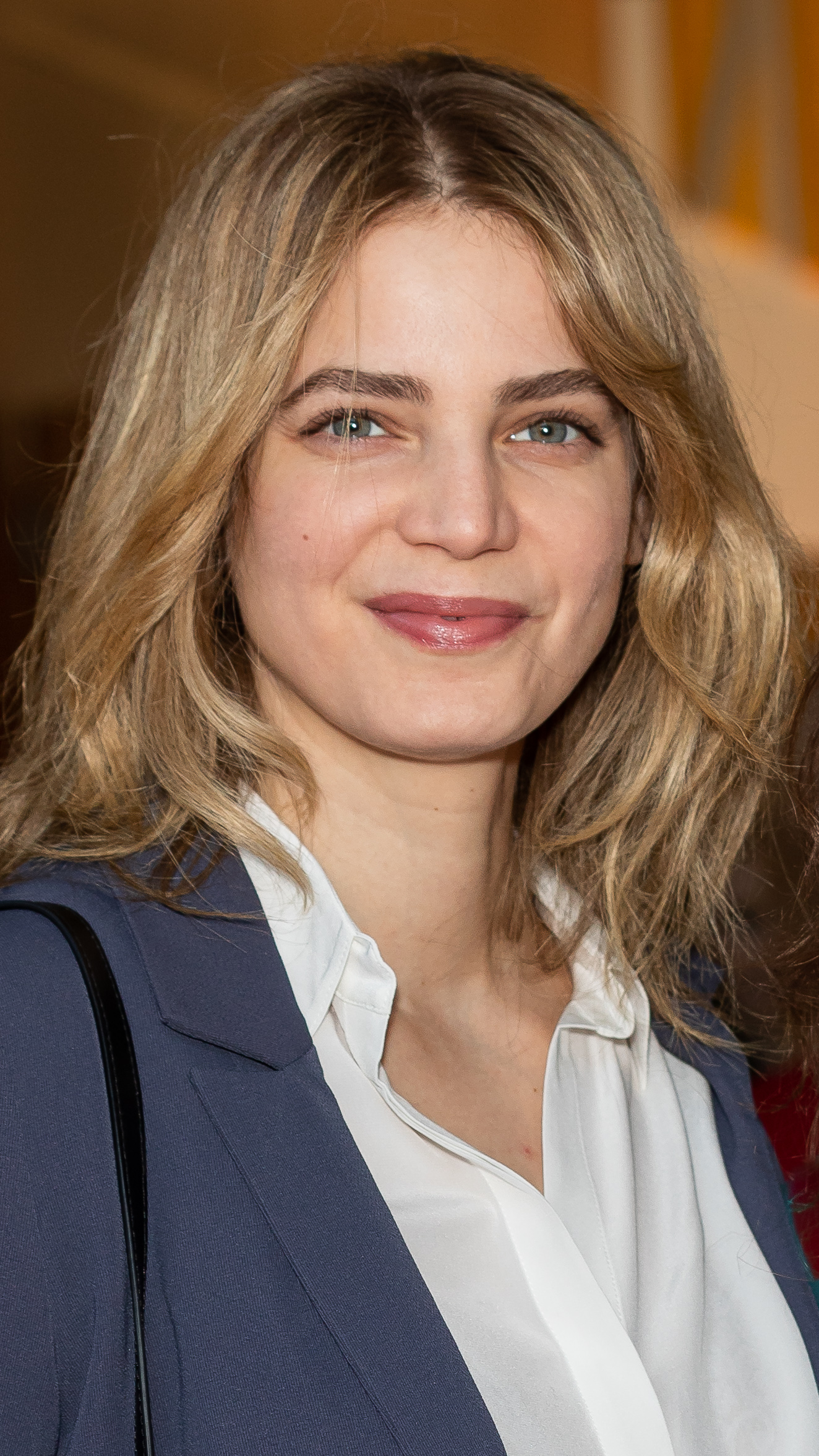
Rike Schmid (2019)

Rike Schmid (* 19. Juli 1979 in Hannover) ist eine deutsche Schauspielerin und Autorin.

## Leben
Rike Schmid verbrachte ihre Kindheit und Jugend in Köln. Erste Bühnenerfahrungen machte sie mit zwölf Jahren im Improvisationstheater. Direkt nach ihrem Abitur 1999 spielte sie eine Fernsehhauptrolle in der ARD-Serie Aus gutem Haus. Es folgten Auftritte in Fernsehfilmen und weiteren Serien, darunter Die Sitte (2003). Von 2003 bis 2007 war sie an der Seite von Oscar-Preisträger Maximilian Schell in mehreren Staffeln der ZDF-Serie Der Fürst und das Mädchen zu sehen. 2004 spielte sie in Nero – Die dunkle Seite der Macht die Hauptrolle der Claudia Acte, der Geliebten des römischen Kaiser Nero.
Weitere Rollen hatte sie in der Theaterverfilmung Baal (2004) und im Kinofilm Schwere Jungs (2006).  Es folgten zahlreiche Rollen in Filmen und Serien, u. a. im ZDF-Film Augenzeugin (2008), dem RTL-Abenteuermovie Ausgerechnet Afrika (2010), dem Bollywoodfilm Don – The King is Back (2011) und 2014 in der ZDF-Komödie Bloß kein Stress.
Neben ihrer Schauspielkarriere studierte sie an der Universität zu Köln und der Freien Universität Berlin Soziologie, Psychologie und Erziehungswissenschaften. Das Studium schloss sie im Jahr 2009 als Diplom-Soziologin ab.
Als Autorin veröffentlichte sie unter anderen 2011 die wissenschaftliche Arbeit Schauspielerinnen. Die Suche nach weiblicher Identität im Berliner Logos-Verlag und 2015 im Herbig-Verlag das Buch Nimm mich mit nach Gestern, das auf einem generationenübergreifenden Briefwechsel mit ihrer 89-jährigen Kollegin Renate Delfs basiert.
2018 war sie Praxisstipendiatin in der Villa Massimo in Rom.
Rike Schmid ist Mitglied der Deutschen Filmakademie. Sie lebt in Berlin.

## Filmografie (Auswahl)
- 2000: Aus gutem Haus (Serie)
- 2002: Wenn zwei sich trauen
- 2003: Wir
- 2003–2007: Der Fürst und das Mädchen (Serie)
- 2004: Ein starkes Team: Der Verdacht (Fernsehfilm)
- 2004: Baal
- 2005: Nero – Die dunkle Seite der Macht
- 2005: Die Hitlerkantate
- 2006: Meine bezaubernde Feindin
- 2006: Schwere Jungs
- 2006: Einsatz in Hamburg – Mord auf Rezept
- 2008: Küss mich, wenn es Liebe ist
- 2008: Augenzeugin
- 2008: Donna Leon – Die dunkle Stunde der Serenissima
- 2009: Liebe ist Verhandlungssache
- 2009: Entführt
- 2009: Butter bei die Fische
- 2010: Ausgerechnet Afrika
- 2010: SOKO Köln – Preis der Schönheit
- 2010: Die Bergretter – Verzweiflungstat
- 2010: Der Bergdoktor – Böses Erwachen
- 2011: Katie Fforde – Zum Teufel mit David
- 2011: Beate Uhse – Das Recht auf Liebe
- 2011: Der Staatsanwalt – Liebe und Hass
- 2011–2012: Heiter bis tödlich: Henker & Richter (Serie)
- 2011: Don – The King is back
- 2013: George
- 2013: Danni Lowinski – Herzenssache
- 2014: Bloß kein Stress
- 2014: Morden im Norden – Der Griff ins Leere
- 2015: Die Chefin – Die blonde Frau
- 2015: Mein gebrauchter Mann
- 2015: Sibel & Max – Verlorene Väter
- 2015: Bettys Diagnose – Der Pilot (Serie)
- 2015–2016: Rote Rosen (Serie)
- 2010: SOKO Köln – Der Tod der Maureen O’Brien
- 2017: Il Commissario Maltese (Serie)
- 2017: Jürgen – Heute wird gelebt
- 2018: Wilsberg – Morderney
- 2018: SOKO München – Duftspuren
- 2018, 2021: SOKO Stuttgart – Alles hat ein Ende, Sonnengruß ins Jenseits
- 2018: The Conductor (Serie)
- 2019: Daheim in den Bergen – Schuld und Vergebung (Fernsehfilm)
- 2019: Und tot bist Du! – Ein Schwarzwaldkrimi (TV-Zweiteiler)
- 2019: SOKO Hamburg: Mord nach Maß (Serie)
- 2020: Bettys Diagnose – Ohne Gefühl (Serie)
- 2020: Der Staatsanwalt – Rot wie Blut (Serie)
- 2020: Der Bergdoktor – Die große Kälte (Serie)
- 2021: Waldgericht – Ein Schwarzwaldkrimi (TV-Zweiteiler)
- 2021: Letzte Spur Berlin – Rückkehr
- 2021: Alarm für Cobra 11 – Die Autobahnpolizei: Stiller Schmerz
- 2023: Black Out
- 2023: Schneekind – Ein Schwarzwaldkrimi (Fernseh-Zweiteiler)
- 2023: Noi siamo leggenda (Serie)
- 2024: Ein starkes Team – Der Tausch

## Veröffentlichungen
- 2011: Schauspielerinnen. Die Suche nach weiblicher Identität. Berliner Arbeiten zur Erziehungs- und Kulturwissenschaft, Band 50. Logos Verlag Berlin, ISBN 978-3-8325-2570-5
- 2015: Nimm mich mit nach Gestern. Herbig Verlag München, ISBN 978-3-7766-2762-6